# 16
Évszázadok: i. e. 1. század – 1. század – 2. század
Évtizedek: i. e. 30-as évek – i. e. 20-as évek – i. e. 10-es évek – i. e. 1-es évek – 1-es évek – 10-es évek – 20-as évek – 30-as évek – 40-es évek – 50-es évek – 60-as évek
Évek: 11 – 12 – 13 – 14 –  15 – 16 – 17 – 18 – 19 – 20 – 21

## Események

### Római Birodalom
- Sisenna Statilius Taurust (helyettese Caius Vibius Rufus) és Lucius Scribonius Libót (helyettese Publius Pomponius Graecinus) választják consulnak.
- Germanicus nyolc légióval újabb germániai hadjáratra indul. A Weser folyónál az idistavisói csatában súlyos vereséget mér az egyesült germán törzsekre, azok vezére, Arminius is megsebesül. A csatatéren az elesett germánok fegyvereiből emlékművet emelnek a győzelmüknek, mire a feldühödött germánok ismét rájuk támadnak, de újfent megfutamítják őket.
- Germanicus visszarendeli csapatait a Rajnához. Egy részük lehajózik az Emsen, majd a Rajnán a tengerig, ahol egy vihar súlyos veszteségeket okoz nekik. A rómaiak ezután feldúlják a chattusok és a marsusok földjeit, utóbbiaktól visszaszerzik a teutoburgi csatában elvesztett egyik légiós hadijelvényt.
- Tiberius császár feladja Germánia meghódításának tervét és visszahívja Germanicust Rómába (egyes vélemények szerint azért, mert kezd túl nagy népszerűségre szert tenni). A győzelmekért és a hadijelvények visszaszerzéséért Tiberius dicsőségére diadalívet építenek.
- Quintus Haterius szenátor kezdeményezi a tömör aranyedények és a selyem férfiruhák betiltását.

## Születések
- Iulia Drusilla, Germanicus és Agrippina lánya

## Halálozások
- Scribonia, Augustus császár első felesége, Julia Caesaris anyja.

## Fordítás
- Ez a szócikk részben vagy egészben  a(z)   16 című német Wikipédia-szócikk ezen változatának fordításán alapul.  Az eredeti cikk szerkesztőit annak laptörténete sorolja fel. Ez a jelzés csupán a megfogalmazás eredetét és a szerzői jogokat jelzi, nem szolgál a cikkben szereplő információk forrásmegjelöléseként.